# Stadtseebach
Der Stadtseebach ist ein Bach im nördlichen Baden-Württemberg von 7,6 km Länge, der bei Erlenbach im Landkreis Heilbronn von links in die Sulm mündet. Ein anderer sehr gebräuchlicher, aber nicht mehr offizieller Name des Gewässers ist Saubach. Im Unterlauf auf dem Gebiet von Erlenbach wird er auch Weinsberger Bach genannt.

## Geographie

### Quelle

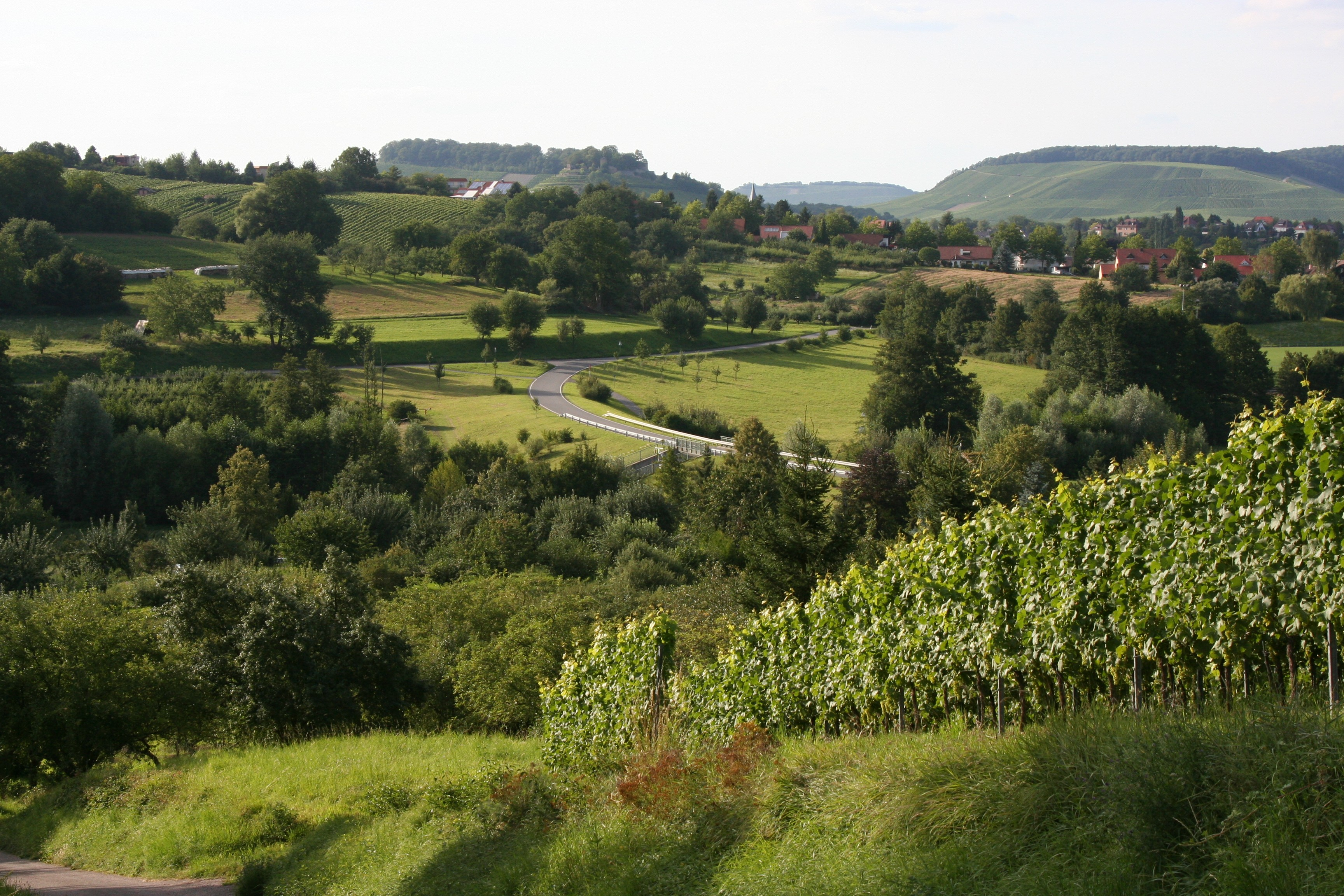
Das Weinsberger Stadtseetal mit dem Damm des Hochwasserrückhaltebeckens

Der Stadtseebach entsteht vor einer auffälligen Schichtstufe im Heilbronner Stadtwald. An der beginnenden K 2087 nach Obergruppenbach entspringt er am Anfang von deren östlich laufendem Abschnitt etwa 50 m nördlich der Straße auf etwa 298 m ü. NN. Diese Wegachse setzt sich auch nach dem Knick der Fahrstraße nach Südosten weiter fort in einem Waldweg zum Reisberg, weniger als 100 m nördlich von ihr sitzt meist eine steile Geländekante, die in zahlreichen steilen, mehr oder weniger langen Klingen erodiert wird, die zum Stadtseebach entwässern.

### Oberlauf
Der Stadtseebach beginnt seinen Lauf in der östlicheren der beiden westlichsten Klingen, die nach Nordosten ziehen und sich nach etwa 500 m vereinen, worauf sie bald die zwei aufeinanderfolgenden Wasserflächen des Stadtsees speisen. Etwa einen Kilometer unterhalb des Ursprungs tritt der Bach aus dem Wald in ein schmales, flachgründiges Wiesental ein, das beidseits von Waldhängen begrenzt wird. Hier laufen ihm von Westen vom Hang unterhalb der Heilbronner Waldheide einige nur zeitweise wasserführende Klingen zu, während der Bergsporn des Hörnles auf der rechten Talseite keinerlei gesammelten Zufluss liefert. Vor dessen Nordspitze mündet von rechts der Brühlbach, der nördlich des Reisbergs in tieferer Quelllage in einem Naturschutzgebiet entsteht, aber offensichtlich Zulauf von den im Zusammenhang mit der Quelle genannten Klingen hat. Er ist mit 1,2 km Länge der bedeutendste natürliche Zulauf des Stadtseebaches überhaupt. Östlich des Mündungsbereichs in der Wiesenflur der Höfleswiesen liegt an einem Hang der erste Weinberg am Bachlauf, wenig später nach der Mündung eines zeitweise wasserführenden, 1,3 km langen Bachs vom Ostrand des Heilbronner Paradieses folgt mit dem Jungberg der erste weinbestandene Südhang auf der linken Talseite, dem hier bald der Affenberg folgt, auf dessen Kammlinie west-östlich schon die Siedlungsgrenze Weinsbergs zieht. Im Tal liegt hier ein größeres Sportgelände. Das dortige Freibad, schon auf Höhe der ersten Siedlungsflächen auf seiner Linken, unterquert der Bach verrohrt in einer Kurve nach Nordwesten und fließt dann durch einen Parksee. Auf dem rechten Hang folgen weiterhin Weinberge dem Lauf, bis zur Talquerung der Bahnstrecke Crailsheim–Heilbronn kurz nach dem See.

### Unterlauf

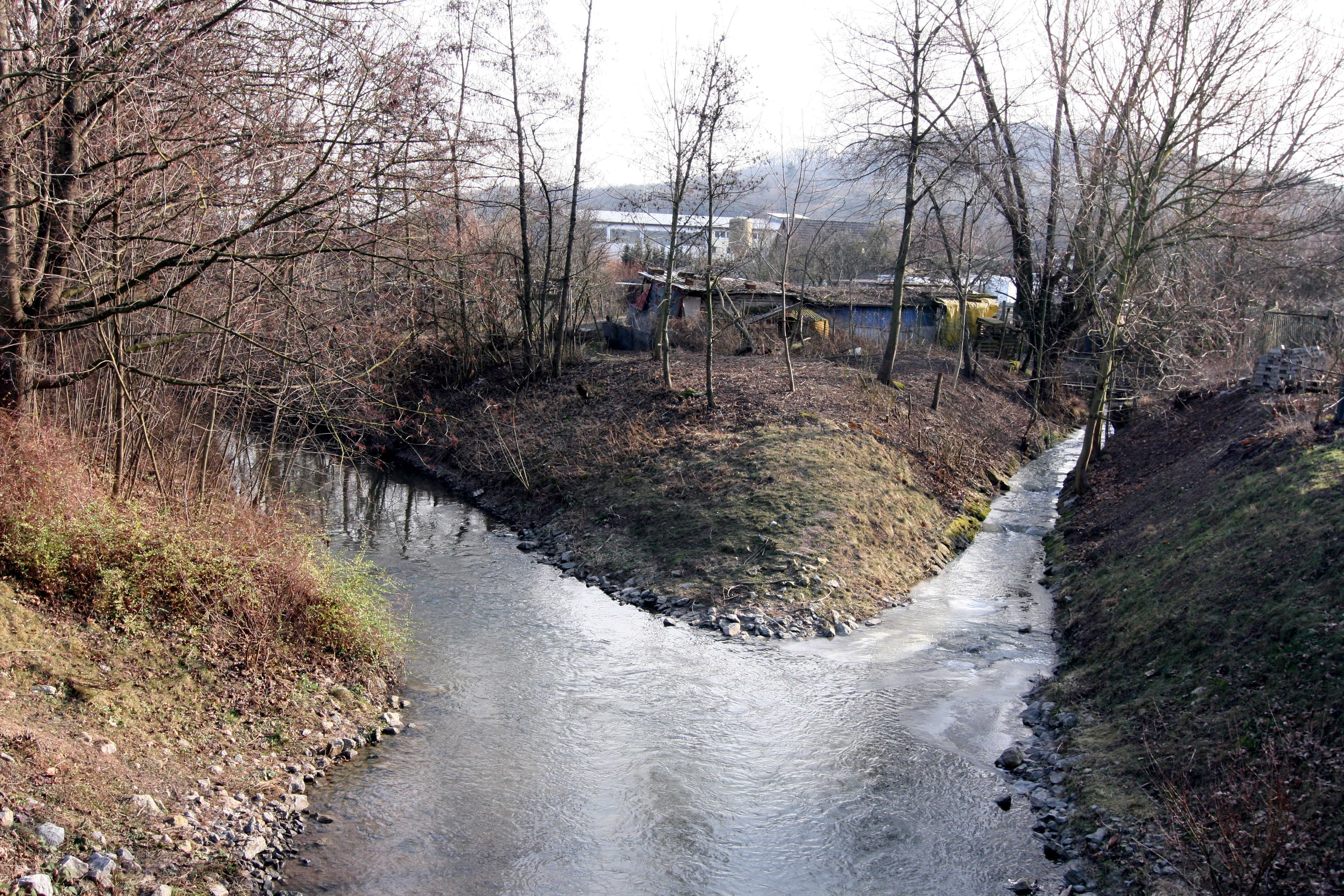
Einmündung in die Sulm (links) in Erlenbach

Danach durchquert der Bach, teilweise verdolt, das innere Stadtgebiet von Weinsberg in nordwestlicher Richtung. Hier hat er sich seinem Vorfluter Sulm schon bis auf etwa einen Kilometer Abstand genähert und fließt nun zu diesem fast parallel am rechten Hangfuß, über dem der schmale aber steile Bergrücken aus Burgberg mit der Ruine Weibertreu und später Schemelsberg die beiden Täler trennt, während der Gegenhang unten sehr viel flacher und insgesamt deutlich breiter zu Heidenacker und später Bürg auf dem höheren linken Bergzug ansteigt. Unterhalb des Burgbergs liegt hier am linken Bachufer das sogenannte Römerbad, die Überreste einer römischen villa rustica aus dem 2. und 3. Jahrhundert n. Chr. Schon ab der Weibertreu ist der rechte Talhang wieder mit Weinbergen bestanden, die sich bis zum Ende der Bergkette hinziehen, während auf den Nordosthängen auf der linken Seite nur sporadisch Weingärten liegen. Hinter dem letzten Haus Weinsbergs dreht der Bach auf Nordkurs, hier überspannt an der Markungsgrenze zu Erlenbach eine Brücke der B 39 das untere Tal. Links liegt auf der Höhe der Heilbronner Wartberg. Danach zieht der Stadtseebach unter der A 6 hindurch ins Tal der Sulm und mündet bei der Erlenbacher Straßenbrücke nach einem Lauf von 7,6 km auf etwa 162 m ü. NN von links in die Sulm.

### Einzugsgebiet
Der Stadtseebach hat ein Einzugsgebiet von 13,3 km² Größe, das sich als linksseitig meist deutlich weiterer Schlauch um den Lauf legt. Merkliche Zuflüsse gibt es darin nur am nordöstlich orientierten Oberlauf vor der Siedlungsgrenze von Weinsberg.
Sein nördlichster Punkt liegt an der Mündung, von hier zieht die Wasserscheide südöstlich über den Kamm von Hühnerberg, Schemelsberg, die Burgruine Weibertreu und den östlichen Teil der Stadt bis ungefähr zur Trasse der A 81 am Hüttberg; hier grenzt jenseits das Einzugsgebiet der aufnehmenden Sulm selbst an. Danach folgt die Gewässerscheide grob der A 81 in Richtung Süden bis zum Heilbronner Reisberg; auf diesem Abschnitt konkurriert im Osten der Ellbach mit seinen Zuflüssen. Vom Reisberg aus läuft die Scheide dann westlich bis auf den Hintersberg; südlich von ihr entwässert hier der Gruppenbach zur Schozach. Danach läuft die Grenze über die Heilbronner Waldheide, den Heidenacker, das Bürg, schließlich über den Weinsberger Sattel hinauf bis zum Wartberg; hier konkurrieren im Westen Pfühlbach und Breitenlochgraben. Vom Wartberg läuft die Grenze ostnordöstlich hinunter bis zur Mündung, jenseits konkurriert wieder die Sulm selbst.
Im Bereich seines Westsporns entwässert der Wartberg an seiner Südwestkante auf einem winzigen, auf seiner Nordwestkante auf einem etwas längeren Stück zu Heilbronner Hafenbecken.
Mehr als die Hälfte des Einzugsgebiets liegt auf Weinsberger Gemarkung. Zu Heilbronn gehört ein meist schmaler Saum in seinem Süden und Westen auf einer Geländestufe, der sich aber im Nordwesten beim Wartberg ins Tal herunterzieht und dabei stark nach Osten verbreitert. Der Mündungskeil, östlich hiervon gelegen und insgesamt von kleinerer Fläche, gehört zu Erlenbach. Ellhofen besitzt einen winzigen Zipfel beim Hüttberg.

### Zuflusssystem
Liste der Quelläste und Zuflüsse auch höherer Ordnung, jeweils eingerückt unter dem übergeordneten Gewässer, mitsamt den Seen im und am Lauf. Aufreihung immer von der Quelle zur Mündung. Erhoben aus LUBW-FG10/LUBW-SG10 und TK25. Gewässerverläufe, -längen und -flächen bevorzugt nach LUBW, Namen bevorzugt nach TK25. Längen auf volle hundert Meter, Flächen auf Zehntelshektar gerundet. Kursivierte Gewässernamen stehen als Eigennamen in einer der benutzten Quellen, ansonsten steht ersatzweise eine beschreibende Bezeichnung, von der dann nur die kursivierten Anteile (Talnamen, Bergnamen, Gewannnamen usw.) Eigennamen aus den Quellen sind.
Ursprung des Stadtseebachs eben schon auf Weinsberger Gemarkung in einer Klinge am Nordabhang des Heilbronner Hintersbergs auf etwa 298 m ü. NN, keine fünfzig Meter nördlich des östlich laufenden Abschnitts der K 2087 nach Obergruppenbach, etwa 600 m nachdem diese von der K 9550 Heilbronn-Untergruppenbach abgeht. Die Quelle schüttet nicht beständig.
- Nichtbeständiger Zufluss aus einer Nebenklinge, von links, ca. 0,5 km. Am Zusammenfluss etwa ebenso lang wie der Stadtseebach selbst.[8]
- Durchfließt zwischen Hörnle im Osten und der Heilbronner Waldheide im Westen nacheinander zwei Seen von 0,8 und 0,6 ha Größe, deren unterer auf 227,6 m ü. NN liegt, zusammen Stadtsee genannt.
- Einige nichtbeständige Zuflüsse aus den Drei Klingen, von links nach dem Flureintritt des Stadtseebachs ins Wiesengewann Beim Stadtsee, 0,5–0,7 km.
- Nichtbeständiger Zufluss aus dem Bildstöckle, von links an einem die Talaue querenden Wirtschaftsweg hoch zur Waldheide, 1,0 km.
- Nichtbeständiger Zufluss aus dem Höfle, von links auf den Höfleswiesen, 0,6 km.
- Brühlbach, von rechts vor der Nordspitze des Hörnles auf den Höfleswiesen, 1,2 km. Entspringt im Naturschutzgebiet Brühl.[9]
  - Durchläuft im Naturschutzgebiet einen 0,3 und danach einen 0,4 ha großen See.
  - Entwässerungsgraben aus einer östlichen Talbucht, von rechts, 0,3 km.
- Zufluss aus einer Klinge im Osten des Paradieses, von links am Südfuß des Jungbergs entlang auf den nördlichen Höfleswiesen, 1,3 km. Mit Gehölzgalerie am Flur-Unterlauf.
- Entwässerungsgraben, von links, 0,2 km.
- Durchquert das Gelände des Weinsberger Freibads verrohrt.
- Durchfließt, bevor er die Trasse der Bahnstrecke Crailsheim–Heilbronn unterquert, einen 0,4 ha großen Parksee.
- Vier Grubenseen auf dem Gelände der Alten Ziegelei von zusammen 1,1 ha Größe liegen etwa 300 m links des Laufs.

Mündung des Stadtseebachs an der Brücke der Weinsberger Straße in Erlenbach auf etwa 162 m ü. NN und nach einem Lauf von 7,6 km von links in die Sulm.

### Schutzgebiete
Das Naturschutzgebiet Brühl um den obersten Brühlbach umfasst 20,4 ha und ist ein ehemaliges Schießplatzgelände, in dem sich ein kleinräumiges Vegetationsmosaik entwickelt hat, das nunmehr wie die darin liegenden Feuchtflächen unter Schutz steht.
Die südlichen Teile und der westliche Saum des Einzugsgebietes bis hin zum Wartberg sind Teil des FFH-Gebietes Löwensteiner und Heilbronner Berge.
Insgesamt sechs Einzelbäume verschiedener Arten im oder am Rand des südwestlichen und südlichen Waldsaums des Einzugsgebietes sind als Einzelnaturdenkmale geschützt, ebenso eine Eiche in der Stadt Weinsberg im Bereich des Bahnhofs. Flächenhafte Naturdenkmale liegen im genannten Naturschutzgebiet (Naturdenkmal Brühltal) und im Gewann Stadtsee, beides sind Feuchtgebiete. Der nördliche Teil der Heilbronner Waldheide ist ebenfalls flächenhaftes Naturdenkmal.
Ein größeres Schonwaldgebiet liegt oberhalb des Stadtseebach-Ursprungs um den Heilbronner Hinterberg, ein kleineres an der Weinsberger Autobahnauffahrt (Elsbeerwäldchen).

## Geologie
Der Lauf des Stadtseebachs beginnt im Gipskeuper (Grabfeld-Formation) wenig unterhalb der Schilfsandsteinfläche (Stuttgart-Formation), die am Nordrand des Heilbronner Stadtwaldes eine weit ziehende Stufe bildet. Der Bach bleibt dann bis in den Stadtbereich Weinsbergs hinein im Gipskeuper, unterhalb dessen Lössschichten die unteren Talhänge bedecken. Auenfüllungen beginnen schon wenig nach seinem Waldaustritt und ziehen sich bis zur Mündung.
Vom Einzugsgebiet sind der Süd- und Westrand von Schilfsandstein bedeckt, es handelt sich im Wesentlichen um die zu Heilbronn gehörenden Teile des Hochebenenzugs vom Fuß des Reisbergs über die Waldheide bis – mit Unterbrechung am Weinsberger Sattel – zum Wartberg. Der größere Teil des gesamten Einzugsgebiets liegt jedoch im Gipskeuper, dem auch das Gestein des Burgbergs der Weibertreu und des Schemelsbergs angehört, nur deren Gipfelbereiche bedeckt ebenfalls Schilfsandstein.
Vom Heilbronner Stiftsberg zieht vermutlich eine Störung auf ungefähr Drittels-Hanghöhe südwestlich ins Tal des Stadtseebachs bis an den westlichen Ortsrand Weinsbergs.